# Xexéu
Xexéu es un municipio brasileño del estado de Pernambuco. Tiene una población estimada al 2022 de 11.611 habitantes.

## Historia
El área donde actualmente queda el municipio de Xexéu fue ruta de esclavos que viajaban en dirección al Quilombo de los Palmares. Como era camino obligatoria de los negros, allí fue creado en 1675 un lugar de resistencia de los negros denominado Engenho Macaco. Este poblado llegó a tener más de 15 mil habitantes. En el fin del siglo XIX, el pueblo ganó el nombre de Aurora, según historiadores por el pasaje de las tropas de un mariscal que quedó admirado con el amanecer del lugar y consiguió convencer a los habitantes el cambio del nombre.
El distrito de Xexéu pertenecía al municipio de Água Negra, fue creado por la ley municipal nº 53 del 24 de abril de 1930. Se hizo un municipio el 1 de octubre de 1991, a través de la ley provincial nº 10.621. El nombre es un homenaje al pájaro conocido por xexéu, común en el lugar en tiempos pasados.
Xexéu fue la primera ciudad de América Latina en utilizar asfalto ecológico, en 2021.
Xexéu Población 2022 Total 11.611: